# Diego Occhiuzzi
Diego Occhiuzzi, né le 30 avril 1981 à Naples,  est un escrimeur italien, pratiquant le sabre. Il a remporté la médaille de bronze aux Jeux olympiques de Pékin en 2008 avec l’équipe italienne de sabre masculin. En 2012, il a remporté la médaille d'argent aux Jeux olympiques de Londres en individuel.

## Palmarès
- Jeux olympiques d'été
  -  Médaille de bronze par équipes aux Jeux olympiques de 2008 à Pékin
  -  Médaille de bronze par équipes aux Jeux olympiques de 2012 à Londres
  -  Médaille d'argent en individuel aux Jeux olympiques de 2012 à Londres

- Championnats du monde d'escrime
  -  Médaille de bronze par équipes aux championnats du monde d'escrime 2007 à Saint-Pétersbourg
  -  Médaille d'argent par équipes en championnats du monde d'escrime 2009 à Antalya
  -  médaille d'argent par équipes en championnats du monde d'escrime 2010 à Paris
  -  Médaille de bronze par équipes aux championnats du monde d'escrime 2011 à Catane

- Championnats d'Europe d'escrime
  -  Médaille d'or par équipes aux championnats d'Europe d'escrime 2009 à Plovdiv
  -  Médaille d'or par équipes aux championnats d'Europe d'escrime 2010 à Leipzig
  -  Médaille d'or par équipes aux championnats d'Europe d'escrime 2011 à Sheffield
  -  Médaille d'or par équipes aux Championnats d'Europe d'escrime 2013 à Zagreb
  -  Médaille d'or par équipes aux Championnats d'Europe d'escrime 2014 à Strasbourg